# 762
Năm 762 là một năm trong lịch Julius.